# Anastasia Nazarenko
Anastasia Konstantinovna Nazarenko (Russisch: Анастасия Константиновна Назаренко) (Kaliningrad, 17 januari 1993) is een Russisch gymnaste.
Op de Olympische Zomerspelen 2012 behaalde ze met het Russische team goud bij de Ritmische gymnastiek landenwedstrijd.

## Resultaten

### Olympische Zomerspelen
| Jaar | Plaats | Resultaten                           |
| ---- | ------ | ------------------------------------ |
| 2012 | Londen | ritmische gymnastiek landenwedstrijd |

### Wereldkampioenschappen ritmische gymnastiek
| Jaar | Plaats      | Resultaten                                            |
| ---- | ----------- | ----------------------------------------------------- |
| 2011 | Montpellier | landenwedstrijd 5 ballen · landenwedstrijd            |
| 2013 | Kiev        | landenwedstrijd 3 ballen + 2 touwen · landenwedstrijd |

1996: Baldó, Cabanillas, Giménez, Guréndez, Lamarca, Martínez ·
2000: Belova, Lavrova, Netejesova, Sjimanskaja, Tsjalamova, Zilber ·
2004: Beloegina, Glatskich, Koerbakova, Lavrova, Moerzina, Posevina ·
2008: Alijtsjoek, Gavrilenko, Gorboenova, Posevina, Sjkoerichina, Zoejeva ·
2012: Bliznjoek, Donskova, Doedkina, Makarenko, Nazarenko, Svastjanova ·
2016: Birjoekova, Bliznjoek, Maksimova, Tatareva, Tolkatsjova ·
2020: Dyankova, Kiryakova, Radukanova, Traets, Zafirova ·
2024: Guo, Hao, Huang, Wang, Ding